# 藤田弘輝
藤田 弘輝（ふじた ひろき、1986年4月16日 - ）は、日本のバスケットボール選手、指導者。B.LEAGUE・大阪エヴェッサヘッドコーチ。
選手として2008年にbjリーグの浜松・東三河フェニックスに入団し、bjリーグ・宮崎シャイニングサンズに所属していた2011年に引退した。
引退後は通訳兼テクニカルコーチとして宮崎に留まり、その後bjリーグ・群馬クレインサンダーズのアシスタントコーチを経て、2014年にbjリーグ・福島ファイヤーボンズの初代ヘッドコーチに就任。2016年には三遠ネオフェニックス（浜松・東三河の新チーム名）のヘッドコーチに就任した。

## 来歴
埼玉県出身。ハワイ大学ヒロ校を経て、2008年に浜松・東三河フェニックスに入団。2010年、宮崎シャイニングサンズに移籍。2011年引退。引退後は宮崎の通訳兼テクニカルコーチを務めた。
2013-14シーズン、群馬クレインサンダーズのアシスタントコーチに就任。2013年12月15日にヘッドコーチのライアン・ブラックウェルが更迭され、藤田がヘッドコーチ代行となった。最終的に群馬は13勝39敗で東地区11チーム中10位に終わったが、ブラックウェル指揮による試合が3勝17敗であったのに対し、藤田は10勝22敗と、群馬の勝ち星の大部分は藤田の指揮によるものだった。特に3月は5勝5敗の五分で、当時東地区首位の秋田ノーザンハピネッツからも勝ち星を奪った。シーズン終了後、契約を更新せず退団した。
2014年6月、2014-15シーズンより参入する福島ファイヤーボンズの初代ヘッドコーチに就任した。福島とは、藤田の祖父母が会津若松市出身という縁もあった。
2016年6月、三遠ネオフェニックスのヘッドコーチに就任。
2019年6月、琉球ゴールデンキングスのアシスタントコーチに就任。12月、ヘッドコーチに昇格。
2021年6月、琉球ゴールデンキングスのヘッドコーチを退任、仙台89ERSのヘッドコーチに就任した。
仙台ではヘッドコーチ就任1年目にクラブをB1昇格へと導いた。2023-24年シーズンをもって契約満了により退任した。
2024年5月9日に大阪エヴェッサのヘッドコーチに就任した。